# Torre de Constança
La Torre de Constança fou erigida en 1242 a Aigüesmortes per Lluís IX sobre l'antic emplaçament de la Torre Matafère, construïda per Carlemany al voltant del 790, per a protegir la guarnició del rei. Les obres acabaren en 1254.
El seu diàmetre és de 22m i la seua alçada fins a la cúspide de la llanterna és de 33m. El gruix dels murs a la base és de 6m.
La planta baixa de la torre es troba la sala dels guàrdies, l'accés a la qual està protegit per un trill. Aquesta sala està coberta per una volta de dotze quarts i les seues ogives recauen sobre formerets esculpits. Aquests estan sustentats per columnes poligonals. Hi ha quatre sageteres que s'obren a l'exterior. Al centre de la sala, una gran obertura circular és l'única via d'accés a la reserva del subsòl, anomenada cul de basse-fosse, que servia per a emmagatzemar queviures i munició, alhora que com a calabós
Al primer pis es troba la sala dels cavallers. L'accés a aquesta sala està precedit per un vestíbul donat forma de volta que serví com a oratori a Lluís IX. A la sala dels cavallers foren empresonats protestants al segle xviii, entre els quals destacà Marie Durand, empresonada a l'edat de 18 anys durant 38 anys. A ella s'atribueix el gravat sobre el brocal del pou de la paraula REGISTER (resistir).
Entre aquestes dues sales, un estret camí de ronda es va construir dins del gruix del mur per vigilar la sala inferior.
Després de la sala dels cavallers, s'accedeix al terrat, que serví per a la vigilància i que ofereix una vista panoràmica de la regió.
Al terrat s'alça la torreta, antic far que guiava els vaixells.